# تشارلز كوب
تشارلز كوب (بالإنجليزية: Charles Cobb)‏ (26 مايو 1863 في المملكة المتحدة - 6 يوليو 1922 بمرليبون في المملكة المتحدة) هو لاعب كريكت بريطاني (وحمل سابقاً جنسية المملكة المتحدة لبريطانيا العظمى وأيرلندا). لعب مع Buckinghamshire County Cricket Club ‏.

## وصلات خارجية
- تشارلز كوب على موقع إي آس بي آن كريك إنفو (الإنجليزية)